# Suite Volpini
La Suite Volpini és una col·lecció de zincografies (litografies en zinc) fetes per Paul Gauguin, publicades el 1889 i presentades en l'Exposició del Café Volpini, d'on pren el nom. El títol original mostrat en la portada és Dessins lithographiques (en francès, «dibuixos litogràfics»).
Consta d'onze làmines impreses en primera edició en negre sobre paper vitel·la groc safrà de 50 x 65 cm. Les matrius van ser fetes el 1889, i impreses en dues edicions amb un nombre d'exemplars limitat.
Els temes són una selecció dispersa dels principals motius de Gauguin sobre Martinica (maig a octubre de 1887), la segona estada a Pont-Aven (febrer a octubre de 1888) i Arle (octubre a desembre de 1888).

Suite Volpini (Dessins lithographics)
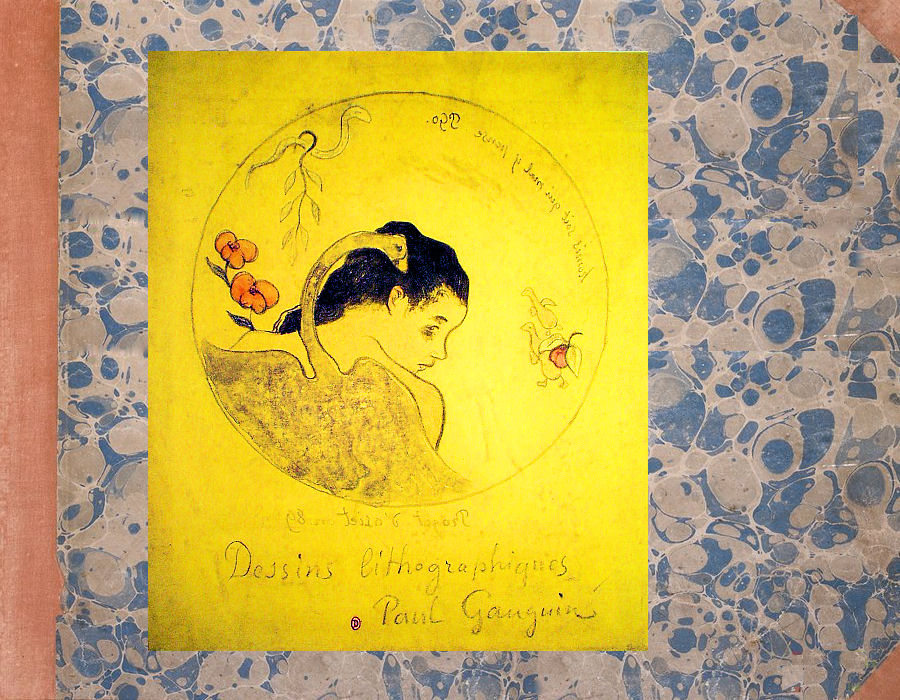
Frontispici: Leda i el Cigne
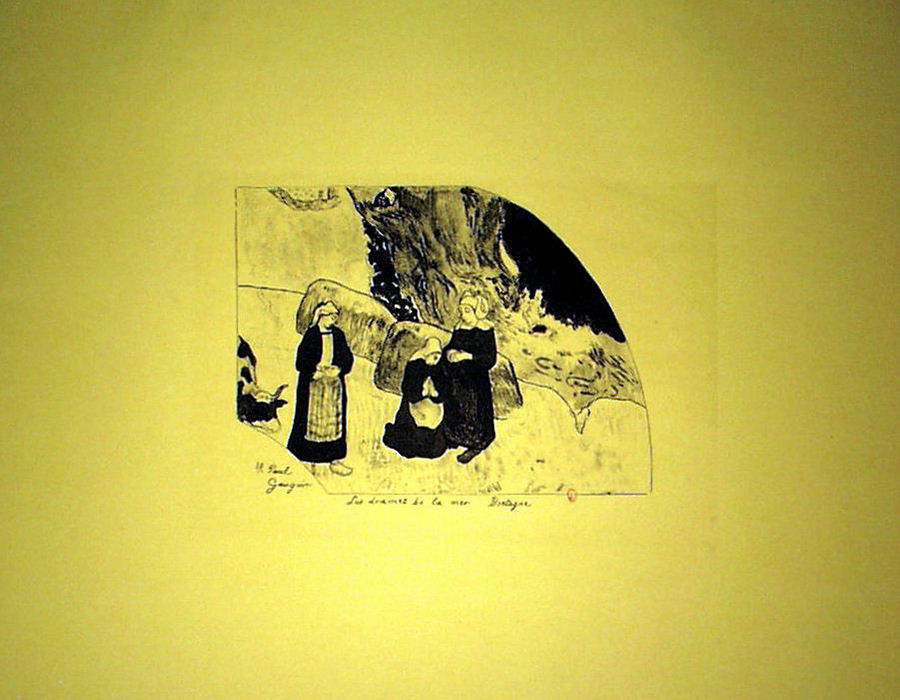
Drames de la mar, Bretanya
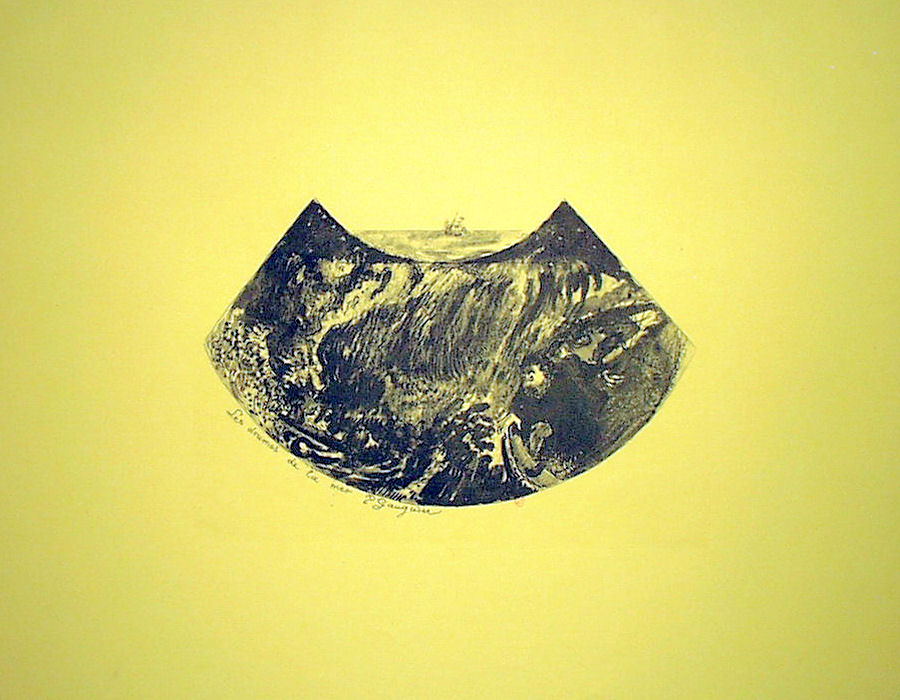
Drames de la mar, Descens al Maelström-
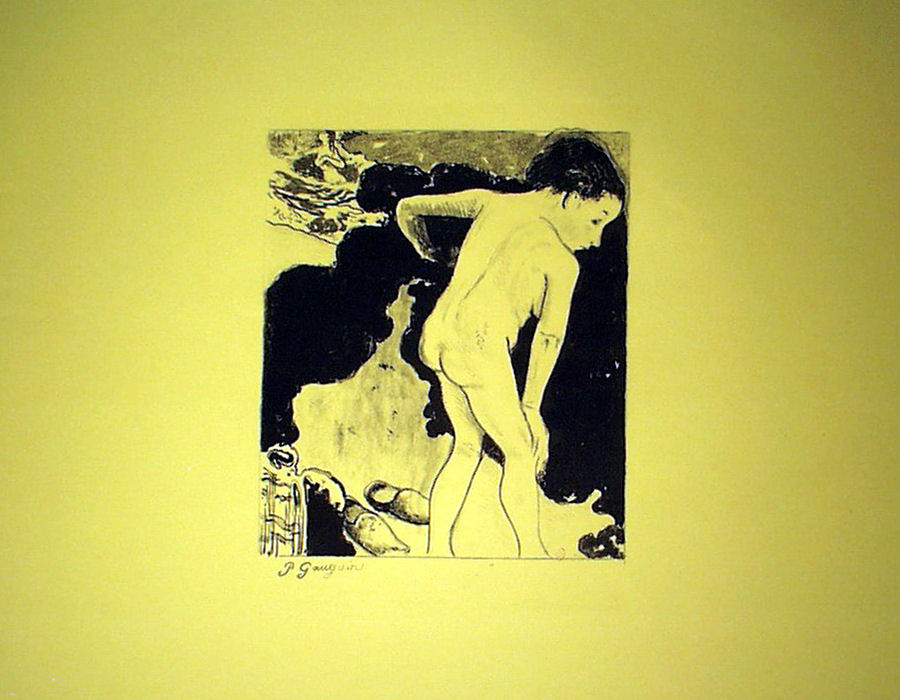
Banyistes bretones
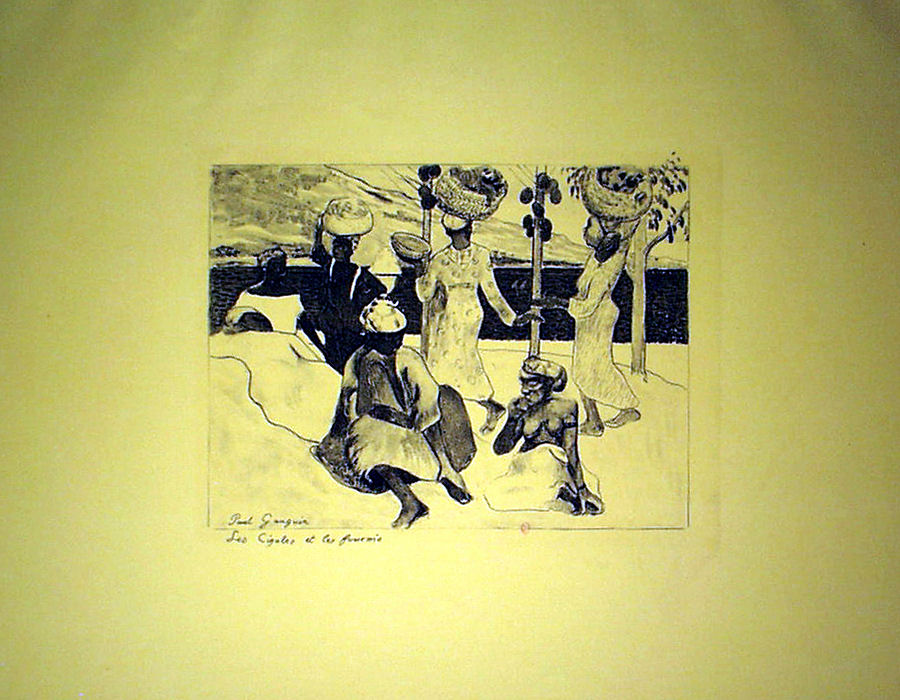
Les cigales i les formigues, record de Martinica
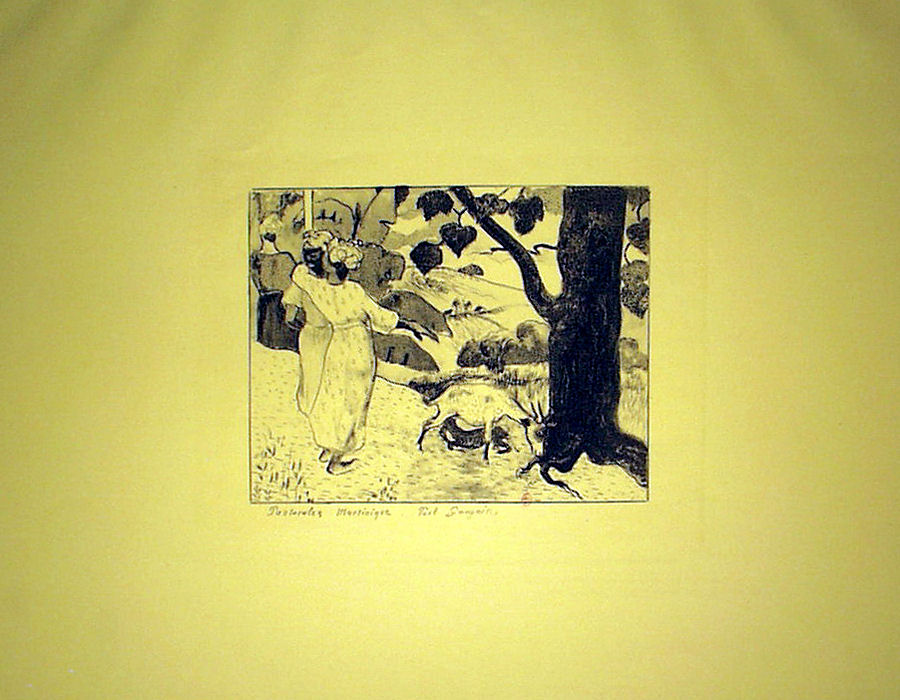
Pastoral a Martinica
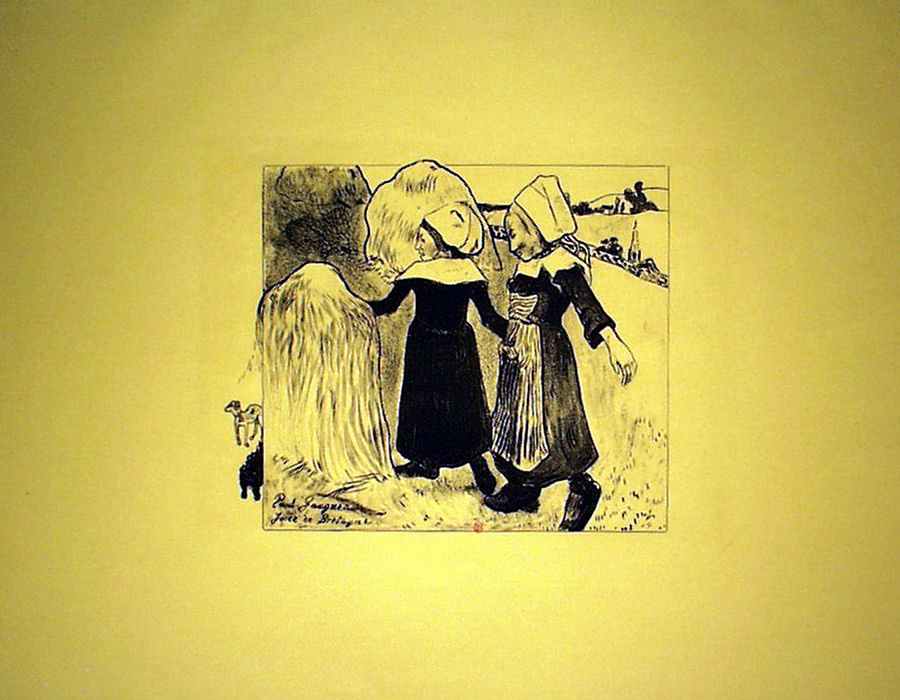
Goigs de Bretanya
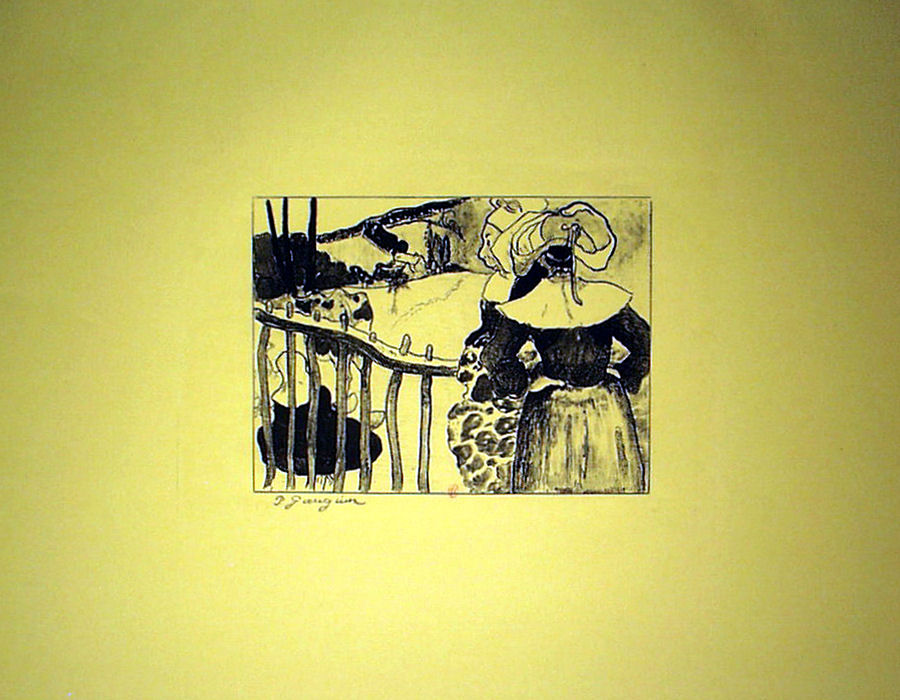
Bretones en una tanca
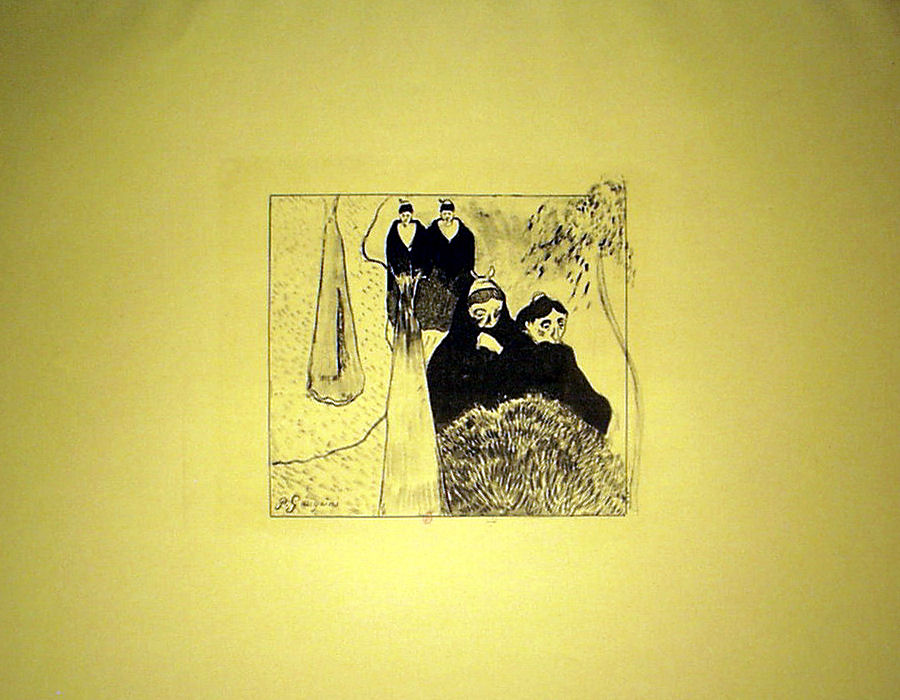
Velles fadrines a Arle
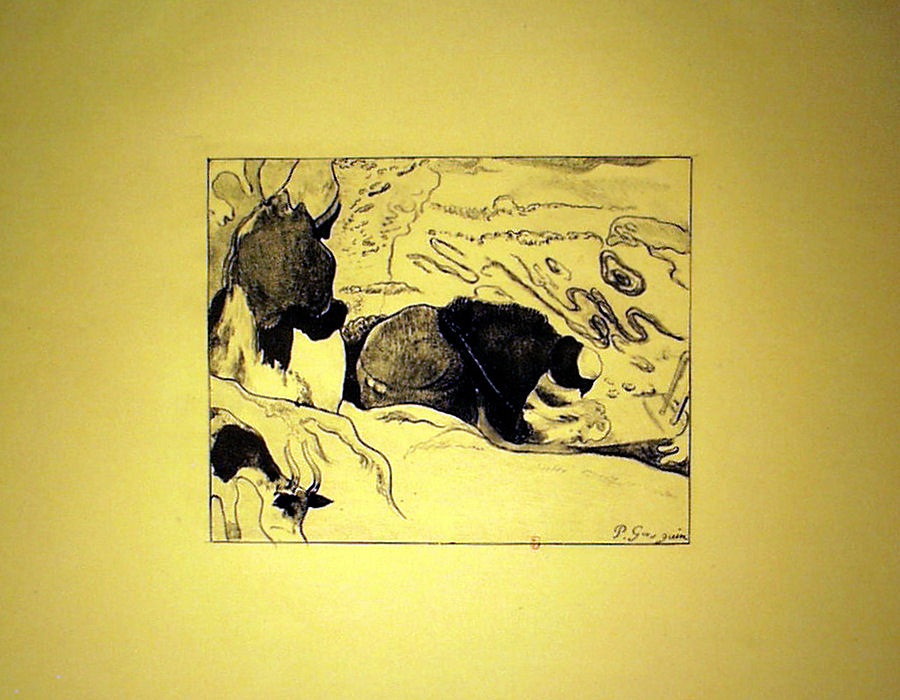
Les bugaderes
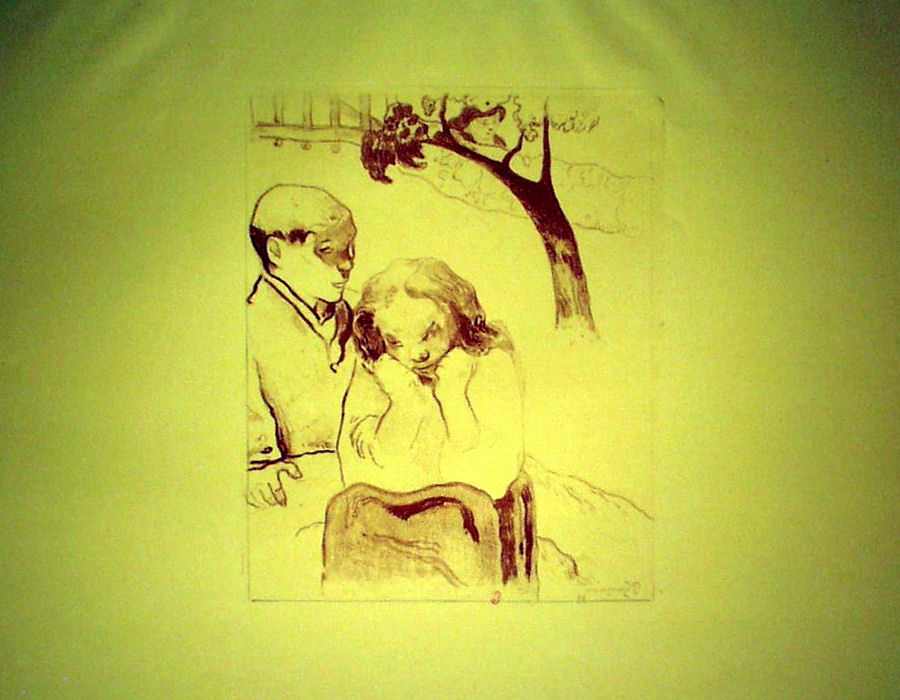
Misèries humanes

## Context
Gauguin havia participat en les quatre últimes exposicions impressionistes. La vuitena i última s'havia fet el 1886. Des de llavors, Gauguin havia anat a la Bretanya, Martinica i Arle, i s'havia rodejat de pintors en l'anomenada Escola de Pont-Aven. L'any 1889 tenia lloc l'Exposició Universal de París, i era una oportunitat per presentar les noves obres.
L'exposició oficial de pintura tenia lloc al Palais des Beaux-Arts en el Camp de Mart de París. El grup de pintors al voltant de Gauguin, especialment Émile Bernard i Émile Schuffenecker, va preparar una exposició independent paral·lela a l'oficial seguint l'experiència i l'estil de les exposicions independents impressionistes. El local escollit era el Café des Arts, propietat del senyor Volpini, situat al costat d'una de les entrades al Palais des Beaux-Arts.
El Nadal del 1888, Gauguin va tornar a París des d'Arle, després d'un obscur incident amb Vincent van Gogh que va acabar amb l'orella tallada, i es va dedicar a preparar l'exposició. Com a complement, acompanyant les pintures de l'exposició, va començar a fer zincografies. Theo van Gogh, el seu marxant, va ser qui li va aconsellar d'utilitzar aquest procés perquè hi havia una demanda d'estampes de pintures. Era una forma econòmica que li permetia fer un àlbum a bon preu i aconseguir més atenció als seus quadres. Era la seva primera experiència en el procés de la litografia, encara que el seu avi André Chazal ja havia sigut un litògraf a Orleans.
A mitjan gener del 1889 va escriure a van Gogh dient que «havia començat una sèrie de litografies amb la intenció de publicar-les per a fer-se conèixer». Però és possible que algunes ja les hagués fet a Pont-Aven el 1888 abans d'anar a Arle. El 20 de febrer li escrivia dient que ja havia completat la sèrie de deu litografies.

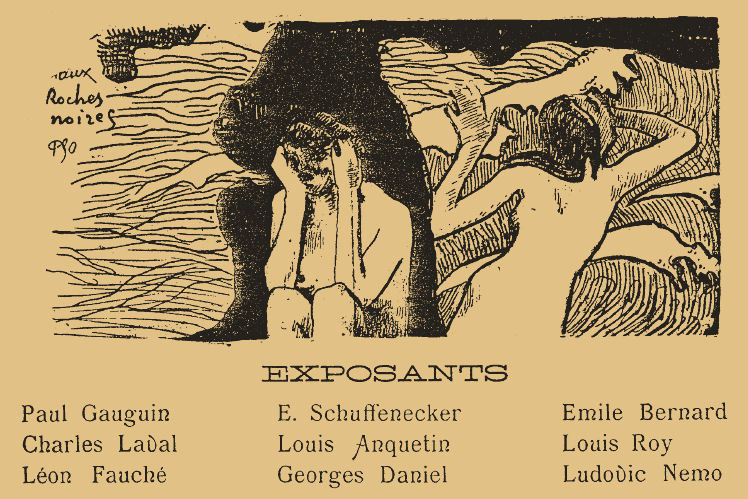
A les roques negres, 1889, frontispici del catàleg de l'Exposició Volpini.

Entre el juny i l'octubre de 1889 va tenir lloc l'Exposició de pintures del grup impressionista i sintetista, més tard coneguda com l'Exposició del Cafè Volpini. Gauguin hi va presentar disset teles, datades de diferents etapes. Al final del catàleg es podia llegir: «visible sota demanda, àlbum de litografies de Paul Gauguin i Émile Bernard». Estava a la venda per 20 francs.
L'àlbum de Bernard, amb el títol de Les Bretonneries, constava també de deu zincografies, totes elles sobre la Bretanya. L'àlbum de Gauguin era una selecció dels seus principals motius de l'època de 1886 a 1888, exposats al Cafè Volpini. Artísticament, l'exposició va atraure l'atenció dels nabís, va suposar la presentació del moviment sintetista i la ruptura definitiva amb l'impressionisme. Comercialment no va ser l'èxit esperat, però va consolidar Gauguin com artista i va crear una llegenda d'exposició rupturista entre una minoria de crítics i joves artistes.

## Edicions
La primera edició va ser impresa entre el gener i el febrer del 1889 a París, publicades a càrrec del mateix Gauguin. Consta d'un màxim de cinquanta còpies fetes sobre paper vitel·la groc safrà de 50 x 65 cm de mida, amb els motius impresos al centre amb grans marges. Dos jocs d'aquests exemplars van ser retallats i encolats sobre cartró per ser acolorits a l'aquarel·la o a l'aiguada pel mateix Gauguin. Segons el testimoni de Sérusier, s'ha assumit que van ser impreses en el taller d'Edouard Ancourt. Això s'ha posat en dubte perquè el testimoni va ser recollit quasi quaranta anys més tard i no coincideix amb el llibre d'anotacions de Gauguin. Hi tenia anotades tres adreces d'impressors de la Rive Gauche de París, que li van proporcionar el material, i en una d'elles hi afegeix el nom de Labbé com el responsable de la impressió (pour le tirage, Labbé).
Més tard, Ambroise Vollard va publicar una segona edició d'una trentena d'exemplars sobre paper marfil símil japonès de mida 32 x 47 cm, impresos per Auguste Clot. Gauguin, en marxar cap a Tahití, va donar les planxes de zinc a Amédée Schuffenecker, germà del seu amic Émile Schuffenecker que havia organitzat l'Exposició. S'ha suposat que la segona edició va ser impresa entre 1893 i 1895 coincidint amb l'estada de Gauguin a París entre els dos viatges a Tahití. Però un rebut del 1911 indica que Amédée les va vendre a Vollard i, per tant, l'edició seria pòstuma. Malauradament, les planxes estaven irremeiablement ratllades i l'edició va resultar de qualitat inferior a la primera en paper groc.

Les cigales i les formigues (K.5)
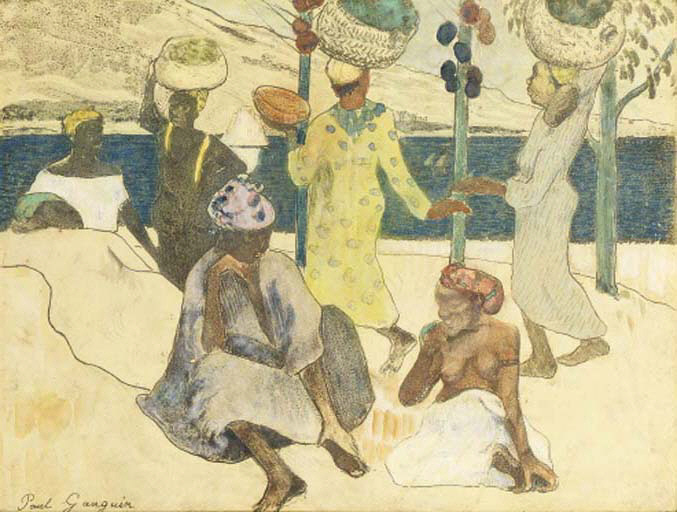
Primera edició en paper groc i acolorida (Kornfeld 5 Aa)
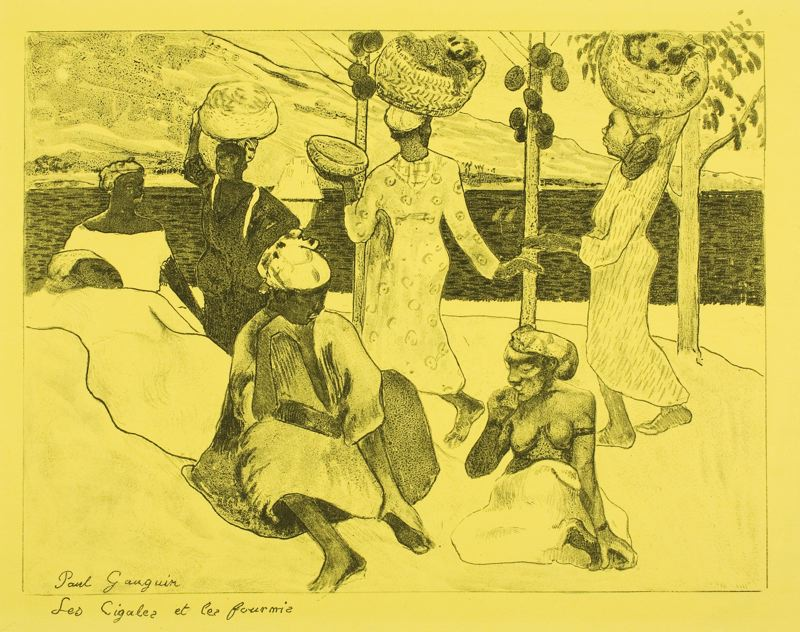
Primera edició en paper groc (Kornfeld 5 Ab)
Segona edició en paper marfil símil japonès (Kornfeld 5 B)

En el catàleg raonat de la galeria Kornfeld, el catàleg de referència per l'obra gravada de Gauguin, les onze zincografies de la suite Volpini porten els números 1 a 11 (K.1 a K.11), ja que són les primeres obres gravades de l'artista. Les diferents edicions es classifiquen afegint un suplement de lletres al número del catàleg: A i B per la 1a i 2a edició, i Aa i Ab per les versions acolorida o no. En el catàleg raonat de Guérin, del 1927, també porten els primers números (G.1 a G.11), però amb un altre ordre. De fet, Gauguin no va indicar cap ordre.
Per al catàleg de l'Exposició, Gauguin va fer dues litografies, Aux Roches Noires i Les Faneuses, però no formen part de la Suite Volpini. La primera era al frontispici del catàleg amb la llista d'expositors, i la va reproduir més tard en una xilografia (1898-1899, Kornfeld 52).

## Temàtica
A banda de la portada, amb un motiu mitològic que havia fet en ceràmica, les altres deu zincografies reprodueixen o interpreten de nou quadres o esbossos de Gauguin: 5 de la Bretanya, 2 de Martinica i 3 d'Arle.
No hi ha cap text que acompanyi la col·lecció. Aparentment falta una unitat temàtica, resultant un retrat retrospectiu de les seves últimes experiències. En conjunt, representen la duresa de la vida rural a la Bretanya cèltica i l'Arle provençal, contraposada a l'alegria de les dones de l'exòtica Martinica.

### Portada
La zincografia de la portada està presentada com a projecte per a un plat, i el tema és el mite grec de Leda i el cigne. Leda era la dona de Tíndar, rei d'Esparta, seduïda per.Zeus que havia pres la forma d'un cigne. La mateixa nit es va unir amb el seu marit i amb Zeus.
El mite ja havia estat tractat per altres artistes. Feia poc, entre 1880 i 1882, que Cézanne, a qui Gauguin admirava, havia pintat Léda au cigne. L'hivern de 1887-1888, Gauguin havia fet una gerra de ceràmica de gres amb la forma de Leda, i el cigne com a nansa (col·lecció privada, Chicago).
Posteriorment, va reproduir el mateix motiu en el sostre del menjador de Maison Marie Henry, la dispesa on estava allotjat a Le Pouldu. La pintura està identificada amb el número 332 al catàleg de Wildenstein, però s'ha perdut i només es coneix per descripcions posteriors. La pintura representava una noia despullada i un cigne de dos caps picant-li el cap. Podria ser una representació simbòlica de la mateixa Marie Henry, de Gauguin i de Meijer de Haan, ja que tots dos se la disputaven.
La frase «homis (sic) soit qui mal y pense !» (deshonrat sigui qui en pensi malament!) està escrita directament sobre la planxa de zinc de forma que en ser estampada surt al revés. La frase s'utilitza com a lema en l'heràldica anglesa, originat al segle xiv en l'Orde de la Lligacama i utilitzat en l'escut del Regne Unit o la capçalera del diari The Times. Però en francès simplement és un advertiment sobre un doble sentit, sovint de forma irònica. La mateixa frase la va pintar en el sostre del menjador de la Maison Marie Henry.
També està escrita al revés la inscripció «Projet d'asiet (sic) 89» (projecte per a plat, [18]89). En canvi «Dessins lithographiques / Paul Gauguin» està escrit a llapis en cadascun dels exemplars, excepte alguns on ho va canviar per «Études lithographiques» (estudis litogràfics en lloc de dibuixos).

### Bretanya
Dues de les zincografies, amb el títol comú de Drames de la mar (Les Drames de la Mer, Kornfeld 2 i 3), no es poden relacionar directament amb cap obra de Gauguin sinó que evoquen motius literaris. Les dues tenen una forma peculiar: un ventall invertit i mig ventall. Mentre que per una banda uns pescadors lluiten amb el corrent noruec del Maelström, a l'altra banda unes bretones estan resant a la vora de la mar.
El primer drama, subtitulat Bretanya, és una representació del llibre Pêcheur d'Islande (1886) de Pierre Loti, sobre uns pescadors bretons. Gauguin de jove havia sigut mariner durant set anys, primer a la marina mercant i després a l'armada francesa. Quan era a la Bretanya solia portar el vestit popular dels pescadors bretons amb un jersei blau marí i una gorra marinera de costat. Això va impressionar van Gogh que va comparar Gauguin amb els pescadors d'Islàndia de Loti
El segon drama de la mar, subtitulat Descens al Maeltröm (Une Descente dans le Maelstrom), és una evocació d'una de les Històries extraordinàries d'Edgar Allan Poe. L'escriptor nord-americà, traduït al francès per Baudelaire el 1856, era una de les lectures preferides de Gauguin que el citava de memòria. Més tard Gauguin titularia excepcionalment un quadre en anglès, Nevermore (1897, W.558), en referència a un poema de Poe. En la història del Maeltröm, dos pescadors lluiten per sortir d'un fort remolí i només un d'ells sobreviu aconseguint més valor i respecte. Es pot interpretar com una subtil al·lusió a la recent estada amb Vincent van Gogh. Després d'una convivència intensa i tempestuosa, van Gogh va caure en un abisme del qual no va sortir. Les aigües braves serien una imitació de la pinzellada impulsiva de van Gogh, un dels motius de discussió artística entre els dos pintors.
L'escena de Banyistes bretones (Baigneuses Bretonnes, K.4/G.3) deriva del quadre El bany, o Dues banyistes (La Baignade, ou Deux Baigneuses, 1887, W.215/241), però amb canvis significatius a l'hora de traslladar-lo en un format gràfic. En la zincografia desapareix la dona de l'esquerra i l'arbre que la separava, i en canvi hi afegeix una banyista al fons, dins de l'aigua. La vegetació del fons queda substituïda per unes formes simples que suggereixen roques, sorra i platja.
La figura central ja l'havia estudiat en dibuixos, ceràmiques i aquarel·la, i posteriorment va recórrer al mateix tema de les banyistes amb diferents simbolismes. El quadre havia estat seleccionat per Theo van Gogh per exposar-lo a la Galeria de Boussod i Valadon, i havia estat comentat àmpliament a la Revue Indépendente (1888). Però per l'Exposició del Cafè Volpini finalment el va substituir per una altra banyista més recent: En les onades, o Ondina (Dans les vagues, Ondine, 1889, W.336)
Goigs de Bretanya (Joies de Bretagne, K.7/G.2) està relacionada amb el quadre La rotllana de les nenes bretones (La Ronde des petites Bretonnes, 1888, W.251/296). Gauguin se'n sentia satisfet, l'havia presentat a la sisena exposició de Les XX (Brussel·les, febrer 1889) i després el va incloure a l'Exposició del Cafè Volpini. Les tres nenes que assagen una gavota tradicional es redueixen a dues, i les piles de fenc són molt més grans sobrepassant el marc del dibuix, igual que els dos gossos. El paisatge del fons queda reduït, però es distingeix l'agulla de l'església típica de Pont-Aven. En canvi, les cares queden desfigurades. El títol evoca la vida rural despreocupada i primitiva que Gauguin havia descobert a la Bretanya.
Amb Bretones en la tanca (Bretonnes à la Barrière, K.8/G.4) Gauguin torna a interpretar el tema de Bretones xerrant (Bretonnes causant, W.201/237). El quadre l'havia pintat el 1886 i l'havia venut l'octubre del 1888, així que per fer la zincografia es devia servir dels estudis previs. En el quadre són quatre les dones que estan al voltant d'una tanca, però Gauguin simplifica la composició original introduint nous elements. Reprodueix la dona fent nanses com a figura principal, i la que està de perfil és secundària convidant a l'espectador a mirar cap a dins de la tanca. L'escena és una mirada al món bretó, però on el pas està barrat per una tanca.
La xilografia té similituds, més que amb la composició original de les Bretones xerrant, amb Bretones al tombant d'un camí (Bretonnes au Tournant d'une Route, 1888, W.252/271), quadre que presenta en l'Exposició del Cafè Volpini.

### Martinica
Els quadres que Gauguin va portar de Martinica van atraure l'atenció dels germans van Gogh. Els més destacats ja estaven venuts i per l'Exposició del Cafè Volpini només en va presentar un del total de disset. Però hi va incloure dues zincografies amb noves interpretacions de temes de Martinica, probablement a partir dels molts dibuixos i esbossos que en va fer.
A Martinica s'havia establert a Le Calbet, prop de l'antiga capital Saint-Pierre i dels camps de cultiu. En una carta expressa la seva admiració per les contínues anades i vingudes de les negres des dels camps a la capital, balancejant-se amb la seva càrrega sobre el cap. En Les cigales i les formigues, Record de Martinica (Les Cigales et les Fourmis, Souvenir de la Martinique, K.5/G.10) representa aquesta desfilada a la platja de l'Anse Turin amb la rada de Saint-Pierre al fons. Un dels quadres ja porta el títol Anades i vingudes (Allés et Venues, 1887, W.-/245), però la composició recorda els dos quadres Vora mar (Bord de mer I, ou La rade de Saint-Pierre vue de l'Anse Turin, 1887, W.-/242; i Bord de mer II, 1887, W.218).
El títol fa referència a la primera de les Faules de La Fontaine, La cigala i la formiga (1668). La faula és un simbolisme de la vida del mateix Gauguin, primer formiga com a agent de borsa burgés i després cigala com a artista bohemi. Més tard, reprendria la faula a Tahití explicant a Noa Noa que els natius no tenen necessitat de la moralitat de La Fontaine i s'estimen més cantar com la cigala.
Gauguin utilitzaria sovint l'evocació de temes clàssics occidentals transportats en escenes exòtiques. Amb Pastoral a Martinica (Pastorales, Martinique, K.6/G.9) interpreta en el Carib la paradisíaca Arcàdia de les lletres clàssiques. La composició té una semblança llunyana amb el quadre Conversa als tròpics, o Dones negres parlant (Conversation (Tropiques), ou Negresses Causant, 1887, W.227/251). Les dues dones tenen una actitud més íntima, sembla que s'estiguin besant. Gauguin explicava que «els seus gestos són molt particulars i les mans tenen un paper important en harmonia amb el balanceig dels malucs».

### Arle
De la recent estada a Arle Gauguin va incloure tres zincografies reproduint els motius de tres quadres, però només un d'ells era present a l'Exposició (Misèries humanes), del total de quatre quadres inclosos fets a la Provença.
El títol de la zincografia Velles fadrines (Les vieilles filles [Arles], K.9/G11) el va posar Guérin en el primer catàleg raonat sobre l'obra gravada, ja que Gauguin no li havia adjudicat cap títol. Però resulta confús perquè reprodueix el quadre Arlesianes (mestral) (Arlésiennes [Mistral], 1888, W.300/329) amb unes dones que es protegeixen del fort mestral provençal, i no és clar que siguin ni velles ni fadrines. És la vista del jardí de la plaça Lamartine des de la Casa Groga de Vincent van Gogh, i la dona en primer pla sembla la senyora Ginoux que ja havia retratat a Cafè de nit a Arle (Café de Nuit, Arles, 1888, W.305). En la zincografia l'espai se simplifica resultant menys ambigu: desapareixen el banc de fusta, la tanca vermella, la font i el seu voltant enjardinat. Els arbres de forma cònica, coberts de palla per protegir-los de l'hivern, prenen més protagonisme ocupant un d'ells el primer pla. Un arbre prim que en el quadre només s'endevinava, aquí és més prominent trencant el marc del dibuix.
A Les bugaderes (Les Laveuses, K.10/G.6) reprodueix el quadre Rentadores a Arle II (Les Lavandières à Arles II, 1888, W.303/325), un dels dos que va fer sobre dones rentant roba al canal de La Roubine du Roi, al nord d'Arle prop del Roine. Encara que sembla una activitat quotidiana, resulta una escena misteriosa. En la part superior, unes pinzellades blavoses arremolinades suggereixen l'aigua, però són seguides de pinzellades roges ardents i després d'una ombra sinistra. Les dues dones porten la còfia de dol bretona, i la fusta per a rentar és també típicament bretona. L'escena reprodueix la llegenda cèltica popular a la Bretanya sobre les bugaderes de nit (en bretó cannard noz, en francès lavandières de nuit). Segons la llegenda, les bugaderes surten a mitjanit a rentar la roba dels que van a morir.
Gauguin utilitza escenes quotidianes del seu voltant i els dona una càrrega simbòlica oberta a diverses interpretacions. A Misèries humanes (Misères Humaines, K11/G.5) torna a barrejar elements de diferents procedències, provençals i bretons. La zincografia interpreta de nou el quadre Misèries humanes, o Verema a Arle (Misères Humaines, ou Vendage à Arles, 1888, W.304/317) on mostra una vinya provençal d'Arle, però amb bretones veremant. Aquesta contradicció la justifica explicant que "és un efecte tal com l'he vist […] ho sento per l'exactitud". Gauguin se'n mostra satisfet dient que era el millor quadre que havia fet aquell any, i ja l'havia presentat a la sisena exposició de Les XX.
La composició està dominada per una dona malenconiosa, una figura que ja havia estat interpretada per molts artistes, i darrere seu unes dones de negre estan treballant en un camp vermell. En la zincografia la mateixa dona despentinada i malenconiosa domina la composició, però el seu company és un jove, desapareix la vinya i les veremadores substituïdes per un arbre i una figura que els mira des de darrere d'un mur. El simbolisme i el títol resulten ambigus, segurament tal com pretenia Gauguin encoratjant que cada observador en faci la seva lectura.
Aquesta zincografia és l'única de la col·lecció on Gauguin va utilitzar tinta marró en lloc de negre. O bé era una prova que no el va satisfer per repetir-la en les altres, o bé volia traslladar el color dominant del quadre.

## Tècnica
La Suite Volpini era la primera experiència de Gauguin amb l'obra gravada, tècnica que va aprendre ràpidament junt amb Émile Bernard. El fet que les inscripcions de la portada estiguin invertides mostra una errada de principiant. A Les drames de la mer Bretagne ja només inverteix una d i el 9 de l'any. Després en altres acaba mostrant la seva habilitat tècnica i l'estil com a artista.

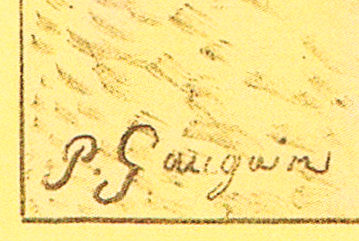
Fons amb un patró de pinzellades seques

La zincografia consisteix en la mateixa tècnica de la litografia però utilitzant planxes de zinc en lloc de l'habitual pedra calcària. L'elecció del zinc segurament és degut al fet que resultava més econòmic però demana més habilitat tècnica perquè la superfície és fosca i poc porosa. A pesar de la recomanació en contra dels impressors, Gauguin i Bernard van utilitzar tinta a l'aiguada aconseguint diferents tonalitats i textures.
Els dibuixos segueixen el mateix estil i tècnica del sintetisme, simplificant les formes i dibuixant de memòria, o a partir del llibre d'apunts, més que de l'observació directa. Mentre que el principal objectiu dels impressors de l'època era la lluminositat, Gauguin es concentra només en el disseny.
El fet més vistós de la impressió original és l'elecció del paper de format gran i color groc viu saturat semblant a un groc safrà o groc canari. El format de 50 x 65 cm és la mida de paper tradicional francesa, anomenada raisin, utilitzada en dibuix. L'elecció d'aquests fulls grans pot haver estat influït per la popularitat dels pòsters de París anunciant tot tipus d'espectacles nocturns. Però la impressió al centre dels fulls deixant grans marges grocs atorga una gran sensació de desolació i d'estar flotant en un camp groc. S'ha suggerit que l'elecció del paper groc és un reflex de l'apreciació de Gauguin per les estampes japoneses (ukiyo-e). També podria ser un llegat de la recent convivència amb Vincent van Gogh on el groc dels gira-sols va tenir un paper simbòlic.

## Llegat
No hi ha registres de les vendes de l'Exposició Volpini, però en una anotació de Gauguin al seu llibre de notes, del 1889 però sense data, figura la venda de cinc àlbums amb preus de vint-i-cinc, trenta i quaranta francs. Un d'ells és a nom de [Theo] Van Gog[h]. Tres més consten com a donats, un d'ells a nom de Schuffenecker.
En haver d'afrontar les dificultats tècniques per a fer litografies sobre planxes de zinc, Gauguin va remarcar els canvis estilístics que va tenir lloc en l'obra pictòrica a partir d'aleshores. Les formes se simplifiquen, l'espai s'aplana i les figures són més monumentals i estilitzades. L'octubre de 1889, Gauguin es va establir a Le Pouldu, a la Bretanya. Les zincografies grogues estaven exposades al menjador de la pensió de Marie Henry, formant part de la decoració preparada pels pintors que hi estaven allotjats. Tenint cada dia les zincografies a la vista, aquestes van exercir una influència en la seva obra posterior, repetint sovint alguns dels motius i persistint el color groc de crom.

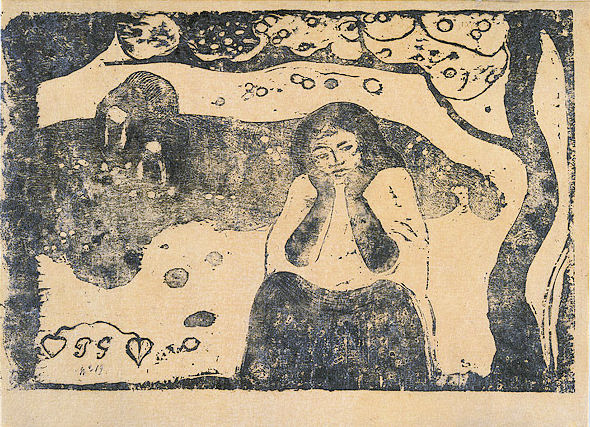
Misèries humanes, 1898-99

Gauguin va tornar a fer poques zincografies, destacant una versió de Ia Orana Maria (1895, K.27/G.51), però l'experiència el va animar a explorar altres tècniques planogràfiques, especialment la xilografia amb relleus de fusta. Després de tornar de la primera estada a Tahití, va fer una col·lecció de deu xilografies com a síntesi de la nova etapa: la Suite Noa Noa. Algunes de les primeres proves d'impressió les va fer en el revers d'alguns exemplars de Les bugaderes.
Durant la segona estada a Tahití va fer el tercer àlbum, la Suite Vollard. En aquesta ocasió hi va incloure alguns motius bretons. Un d'ells és una nova versió de Misèries humanes (1898-99, K.49/G.69) feta deu anys més tard amb la figura malenconiosa amb trets polinesis i, en lloc de la verema, les bretones estan recollint fruita caiguda d'un arbre. Al mateix temps, també va fer una nova versió de A les roques negres (1898-99, K.52/G.71), la litografia que havia fet pel catàleg de l'Exposició del Cafè Volpini. De la mateixa forma que la primera versió no formava part de la Suite Volpini, aquesta tampoc era de la Suite Vollard.